# Carl Kiesewetter
Carl Kiesewetter (* 14. April 1854; † 15. April 1895 in Meiningen; auch Karl Kiesewetter) war ein deutscher Okkultist, Theosoph und Autor von esoterischen Werken. Er publizierte auch unter seinem latinisierten Namen Carolus Kiesewetterus.
Kiesewetter lebte in Meiningen und war Mitglied der theosophischen Loge Germania. Er schrieb zahlreiche Artikel für die esoterische Zeitschrift Sphinx und galt als einer der produktivsten und wirkungsstärksten okkulten Schriftsteller seiner Zeit. Für seine Werke zur Okkultismusgeschichte sichtete er zahlreiche Quellen und legte für die spätere Parapsychologie wichtiges Material vor.
Kiesewetter experimentierte auch mit Alchemie, Naturdrogen und Hexensalben. Er stellte fest, dass die Einreibung mit dem von ihm selbst dargestellten Nachtschatten-Alkaloid Hyoscyamin Visionen des Fliegens hervorrief und starb schließlich bei einem Selbstversuch mit Bilsenkraut.

## Bibliographie
- Faust in der Geschichte und Tradition. Mit besonderer Berücksichtigung des occulten Phänomenalismus und des mittelalterlichen Zauberwesens. Als Anhang: Die Wagnersage und das Wagnerbuch. Spohr, Leipzig 1893 (Digitalisat). Nachdruck: Olms, Hildesheim 1963 (Digitalisat). Neuausgabe: 2 Bde. (= Geheimwissenschaften. Band 23–24). Barsdorf, Berlin 1921.
- Der Occultismus des Altertums. Friedrich, Leipzig 1896. Nachdruck: Olms, Hildesheim 1976, ISBN 3-487-06056-6, (E-Book).
- Geschichte des neueren Occultismus. Friedrich, Leipzig 1891 (Digitalisat). Nachdruck: Olms, Hildesheim 1977, ISBN 3-487-06435-9.
- Die Geheimwissenschaften, eine Kulturgeschichte der Esoterik [= Geschichte des Occultismus Bd. 2]. Friedrich, Leipzig 1894 (Digitalisat). Nachdruck Marixverlag, Wiesbaden 2005; ISBN 3-86539-005-6.
- John Dee und der Engel vom westlichen Fenster. Spohr, Leipzig 1893. Nachdruck: Zerling, Berlin 1993; ISBN 3-88468-053-6.
- Franz Anton Mesmer’s Leben und Lehre : Nebst einer Vorgeschichte des Mesmerismus, Hypnotismus und Somnambulismus. Spohr, Leipzig 1893 (Digitalisat).
- Vorgeschichte des Mesmerismus. Hofmann, Gera 1891.